# 錫郡
锡郡，中国三国时设置的郡。
曹魏太和二年（228年）设锡郡，辖三县：锡县（今陕西省白河县）、上庸县（今湖北省竹山县西南）、安富县（今湖北省郧县西南）。景初元年（237年）废，锡县还魏兴郡，上庸县、安富县还上庸郡。 